# Animal (canción de R.E.M.)
«Animal» es un sencillo de la banda estadounidense R.E.M. lanzado en 2003 junto con "Bad Day" como canciones inéditas en su álbum recopilatorio In Time: The Best of R.E.M. 1988-2003

## Canciones del sencillo
Todas las canciones fueron escritas por Bill Berry, Peter Buck, Mike Mills y Michael Stipe salvo aquellas indicadas.

Cat. No. W633CD 9362427062
1. "Animal" (new mix) (Buck, Mills, Stipe)
2. "Pretty Persuasion" (live)
3. "Losing My Religion" (livVídeo en directo desde Perfect Square)

Cat. No. 5439164892
1. "Animal" (new mix)
2. "So. Central Rain (I'm Sorry)" (directo)

Cat. No. 9362426992
1. "Animal" (new mix)
2. "Pretty Persuasion" (directo)
3. "Welcome To The Occupation" (directo)

- Datos: Q1421917